# 囓頜獸屬
囓頜獸屬（屬名：Massetognathus）意為「咀嚼者」+「下頜」，是犬頜獸的近親，是種草食性犬齒獸類，屬於橫齒獸科。囓頜獸生存於晚三疊紀的巴西Paleorrota地質公園、阿根廷的Los Chañares組地層，約2億2000萬年前。
囓頜獸的身長約50公分。囓頜獸的頰齒演化成適合咀嚼植物。如同其他犬齒獸類近親，囓頜獸具有長口鼻部，並擁有門齒與犬齒。囓頜獸的頰齒並非尖狀，而是頂部平坦，而且有許多脊狀隆起，使得頰齒適合磨碎植物的根部、莖、以及其他部分。囓頜獸有多爪的腳掌，以及類似狗的尾巴。囓頜獸可能覆蓋者毛髮，如同大多數犬齒獸類。